# Григорьевское (Череповецкий район)
Григорьевское — деревня в Череповецком районе Вологодской области.
Входит в состав Мяксинского сельского поселения (c 1 января 2006 по 30 мая 2013 года входила в Щетинское сельское поселение, с точки зрения административно-территориального деления — в Ильинский сельсовет.
Расстояние до районного центра Череповца по автодороге — 52 км, до центра муниципального образования Мяксы по прямой — 13 км. Ближайшие населённые пункты — Павлоково, Петровское, Малая Новинка.
По переписи 2002 года население — 6 человек.

## Известные жители
- Елпидифор (1800—1860) — ректор духовных семинарий, архиепископ Таврический и Симферопольский.